# Archidiocèse de Fermo
L'archidiocèse de Fermo (en latin : Archidioecesis Firmana ; en italien : Arcidiocesi di Fermo) est un archidiocèse métropolitain de l'Église catholique d'Italie appartenant à la région ecclésiastique des Marches.

## Territoire
L'archidiocèse est situé sur trois provinces : il gère la province de Fermo à l’exception de la commune de Montelparo qui est dans le diocèse de San Benedetto del Tronto-Ripatransone-Montalto ; une partie est dans la province d'Ascoli Piceno dont l'autre partie est dans les diocèses d'Ascoli Piceno et San Benedetto del Tronto-Ripatransone-Montalto. Il possède une partie de la province de Macerata dont l'autre partie est dans l'archidiocèse de Camerino-San Severino Marche et les diocèses de Macerata-Tolentino-Recanati-Cingoli-Treia et de Fabriano-Matelica pour la commune de Matelica. Mis à part pour ce dernier, ils sont tous suffragants de l'archidiocèse de Fermo. Son territoire est d'une superficie de 1 318 km2 divisé en 123 paroisses regroupées en 9 archidiaconés. L'archevêché est situé à Fermo où se trouve la cathédrale de l'Assomption.

## Histoire
Selon la tradition, le diocèse de Fermo est érigé au IIIe siècle et la fondation de l'Église est liée à la mémoire des saints martyrs Alexandre et Philippe, dont cependant l'existence historique n'est pas prouvée. Certains monuments témoignent de son existence au IVe siècle : la crypte de la cathédrale conserve un sarcophage paléochrétien date de ce siècle ; de plus, des fouilles archéologiques effectuées sous le pavement de la cathédrale ont mis au jour les vestiges d'une église du début du Ve siècle, qui était la cathédrale du diocèse de Fermo.
Les premiers évêques historiquement documentés de Fermo remontent aux dernières décennies du VIe siècle. Le premier est Fabio, mentionné dans une lettre de Grégoire Ier écrite à son successeur Passivo en 598, qui est le destinataire d'autres lettres du même pontife en 601 et 602. Parmi les évêques suivants de Fermo, on peut citer Jovian, qui prend part au concile du Latran organisé par le pape Martin Ier en 649 pour condamner le monothélisme ; Lupo et Giso, qui assistent respectivement aux conciles tenus à Rome en 826 et 844 ; Eodicio, destinataire en 879 d'une lettre du pape Jean VIII, qui lui donne pour instruction d'enquêter sur un cas de claustration forcée dans le diocèse de Teramo.
À partir de la fin du Xe siècle, la chronologie épiscopale de Fermo devient plus régulière. On peut mentionner plusieurs évêques : Udalrico (1057-1074), en relation avec saint Pierre Damien pour la mise en œuvre de la réforme grégorienne dans le diocèse ; Balignano (1145-1167) qui adhère au schisme de l'antipape Victor IV ; Presbitero (1184-1202) camarade de classe et ami de Thomas Becket. En 1176, les troupes commandées par Christian Ier von Buch, évêque de Mayence, qui soutient l'empereur contre le pape, incendient la cathédrale. L'année suivante déjà, le pape Alexandre III encourage la reconstruction de la cathédrale avec le bref  Cum iam pridem.
Selon le Rationes decimarum Marchiae, dans la seconde moitié du XIIIe siècle, le diocèse de Fermo compte 167 églises et 15 pièves, car il met en valeur le travail de pénétration chrétienne et d'évangélisation des populations. Dans le même siècle, les franciscains, les dominicains et les augustins arrivent dans le diocèse.
Dans le premier quart du XIVe siècle, une discorde entre les chanoines de Fermo, qui avaient le droit d'élire l'évêque, pose des problèmes de succession épiscopale. Après la mort d'Alberico Visconti, le pape Jean XXII doit intervenir en nommant un administrateur apostolique en 1317, décédé l'année suivante. Ensuite, le chapitre qui est divisé, élit trois candidats différents, Francesco, officier de la curie romaine, et Rinaldo et Giacomo, deux chanoines de Fermo. La controverse prend fin avec la renonciation de Giacomo et la mort de Rinaldo. Le 18 novembre 1320, le diocèse de Fermo cède une partie de son territoire au profit de l'érection du diocèse de Macerata.
En 1327, une sédition éclate à Fermo dans laquelle les partisans de l'antipape Nicolas V brûlent la chancellerie de l'évêque ; le pape Jean XXII réagit fermement en jetant l'interdit sur la ville et en la dépouillant de l'honneur épiscopal. Plus tard, il se réserve le droit d'élire tous les évêques de Fermo et d'Ancône, mettant ainsi fin aux privilèges séculiers du chapitre. En 1332, après que les émeutiers eurent juré obéissance au pape, l'interdiction est levée et le diocèse rétabli.
L'évêque Antonio de Vetulis (1374-1386) rejoint le parti de l’antipape Clément VII. En 1385, il est destitué par le pape légitime Urbain VI, mais devient évêque pour la deuxième fois en 1390. La chronologie des évêques de Fermo est compliquée à cause du grand schisme d'Occident et de la division du christianisme occidental en trois obédiences distinctes. Des auteurs, dont Gams, Cappelletti et Eubel (de), ont chacun leur propre chronologie épiscopal et la succession des évêques n’est pas toujours claire.
Le principal exécuteur des décisions du concile de Trente est le cardinal Felice Peretti Montalto (1571-1577), futur pape Sixte V, qui œuvre avant tout par des visites pastorales et de nombreux synodes diocésains. Lors du synode de 1564, les fondations du séminaire sont jetées. Les travaux de réforme du diocèse se poursuivent de manière plus décisive au cours du siècle suivant, au cours duquel les évêques participent à la formation culturelle et spirituelle du clergé, à la promotion de la vie religieuse et de l'instruction du peuple et à la création d'institutions de charité.
Le 1er août 1571, le diocèse de Fermo cède une partie de son territoire au profit de l'érection du diocèse de Ripatransone. Le 24 novembre 1586, d'autres parties du territoire sont données pour former le nouveau diocèse de Montalto. Ces pertes territoriales sont compensées le 24 mai 1589 par l'élévation de Fermo en archidiocèse métropolitain par la bulle Universis orbis ecclesiis du pape Sixte V. La nouvelle province ecclésiastique comprend les diocèses de Macerata et Tolentino (unit aeque principaliter), Ripatransone, Montalto et San Severino.
Au XVIIIe siècle, le siège de Fermana n'est occupé que par cinq archevêques. Parmi ceux-ci, Alessandro Borgia (1724-1764), érudit et lettré, met d'abord de l'ordre dans les archives historiques diocésaines et restaure le palais épiscopal ; Urbano Paracciani Rutili (1764-1777) qui œuvre à la rénovation controversée de la cathédrale gothique en style néo-classique, complétée en 1789 par son successeur Andrea Minucci. Cesare Brancadoro (1803-1837) est exilé et éloigné du diocèse pendant neuf ans, de 1808 à 1817, en raison de son opposition au régime napoléonien ; de plus, en 1825, il est frappé de cécité totale, l'empêchant d'exercer ses fonctions pastorales.
Pendant plus de cinquante ans, dans la seconde moitié du XIXe siècle, l'archidiocèse de Fermo est gouverné par deux cardinaux, Filippo de Angelis (1842-1877) et Amilcare Malagola (1877-1895). Le premier est activement engagé dans le collège des cardinaux pendant le pontificat de Pie IX ; il est arrêté deux fois, en 1849, par ordre de la république romaine et en 1860, par ordre de Cavour ; particulièrement engagé, il se consacre au séminaire archiépiscopal, qu'il réforme avec l'introduction d'un nouveau programme d'études.
Le début du XXe siècle est marqué par le cas de Romolo Murri, prêtre de Fermo, défenseur du modernisme théologique, qui eut une grande renommée dans l’archidiocèse et auquel l’archevêque Carlo Castelli (1906-1933) s’oppose vigoureusement en exécutant les directives et décisions prises par Pie X. Le cas Murri représente un tremblement de terre pour le jeune clergé et pour le séminaire. Une fois la tempête passée, Castelli se consacre à la réorganisation de l’action catholique et lance d'importantes initiatives en faveur de l'éducation religieuse de la jeunesse.

## Sources
- (en) Catholic-Hierarchy

- (it) Cet article est partiellement ou en totalité issu de l’article de Wikipédia en italien intitulé « Arcidiocesi di Fermo » (voir la liste des auteurs).